# Ranspach-le-Haut
Ranspach-le-Haut – miejscowość i gmina we Francji, w regionie Grand Est, w departamencie Górny Ren.
Według danych na rok 1990 gminę zamieszkiwało 387 osób, 88 os./km².